# Samuel Hornmold
Samuel Hornmold (* 28. September 1537 in Bietigheim; † 1. Februar 1601 in Heilbronn) war Tübinger Professor, baden-badischer Kanzler, hohenlohischer Rat und Syndicus in Heilbronn.
Sein Vater war der Bietigheimer Vogt und erste Kirchenratsdirektor in Württemberg, Sebastian Hornmold der Ältere (1500–1581). Er war Hausgenosse Philipp Melanchthons in Wittenberg und wurde Doktor beider Rechte und Professor an der Universität Tübingen. Entgegen der reformatorischen Gesinnung seines Umfelds und seiner Familie bekannte sich Samuel Hornmold öffentlich zum Katholizismus. Auf Empfehlung des Augsburger Stiftspredigers an den bayerischen Herzog Albrecht V., Onkel des noch unmündigen baden-badischen Regenten Philipp II., wurde Hornmold durch den bayerischen Statthalter Otto Heinrich von Schwarzenberg als Rat der Markgrafschaft Baden-Baden berufen. Wenig später wurde er dort zum Kanzler ernannt. Hornmold vertraute man von bayerischer Seite nicht zuletzt auch deswegen, weil er ein weitläufiger Verwandter des in bayerischen Diensten stehenden Rechtsgelehrten Konrad Braun war. Im Zuge der Gegenreformation versprach man sich in Bayern von Hornmold die Rückkehr der protestantisch gesinnten Markgrafschaft Baden-Baden zum Katholizismus. Statthalter von Schwarzenberg zweifelte an dem aus reformatorischen Umfeld stammenden Hornmold und ließ ihn unmittelbar nach Amtsantritt als Kanzler bespitzeln, unter anderem wurden Briefe geöffnet und Boten ausspioniert. Schließlich gelangte Schwarzenberg zu der Ansicht, dass Hornmolds mangelnder gegenreformatorischer Eifer darin begründet lag, dass er seine gegenreformatorische Gesinnung nur vorgegeben hätte, um in eine einflussreiche Position zu gelangen und letztlich den noch unter bayerischer Vormundschaft stehenden Philipp II. zum Protestantismus zu bewegen. Hornmold wurde unter Hausarrest gestellt und musste schließlich nach einem Prozess wegen der bereits einige Zeit zurückliegenden Verleumdung eines Fuhrmanns Baden-Baden verlassen. Ab 1577 war er hohenlohischer Rat, von 1582 bis zu seinem Tod 1601 Syndicus in Heilbronn.

## Nachkommen
Er war in erster Ehe mit Maria Calwer († 1585), in zweiter Ehe mit Anna Trapp geb. Kessel und in dritter Ehe mit Ursula Scheler (Witwe des Dr. Johann Kappelbeck aus Tübingen) verheiratet. Der ersten Ehe entstammten acht Kinder:
- Anna Maria (1560–1634), verh. mit dem Heilbronner Bürgermeister Johann Simon Weinmann der Jüngere
- Sebastian (1562–1634)
- Samuel (* 1563)
- Josias (1564–1566)
- Johannes Melchior (* 1565)
- David (* 1567)
- Johann Georg (1569–1632)
- Andreas (* 1570)

Seine zweite Frau Anna Trapp hatte weitere vier Kinder:
- Johann Ulrich († 1611)
- Johann Georg († 1632)
- Maria (ca. 1573–1618)
- Magdalena († 1625), verheiratet mit ihrem Stiefbruder Sebastian